# 理查德·莫里斯·亨特
理查德·莫里斯·亨特（Richard Morris Hunt，1827年10月31日—1895年7月31日）是一位19世紀美國建築師，是美國建築學史上最著名的建築師之一。
他的著名作品包括大都會藝術博物館和第五大道的其他一些建築，自由女神像的基座也是他設計的。 此外他也是美國建築師學會和城市藝術協會的創始人。

## 生平

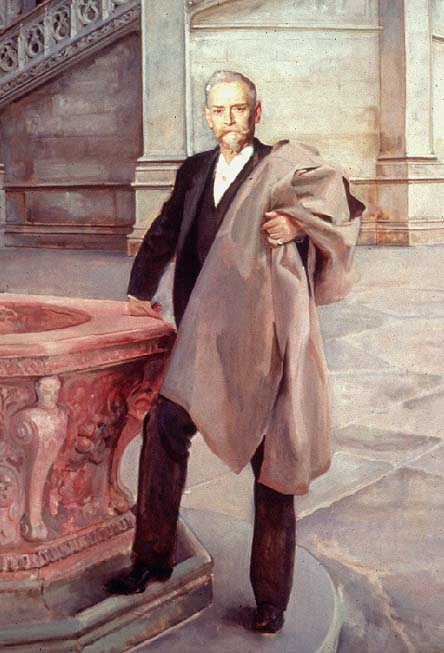
约翰·辛格·萨金特繪製的亨特像，1895

他出生於佛蒙特州伯瑞特波羅顯赫的亨特家族，其父喬納森是一名律師，後來當過國會議員，祖父老喬納森則當過佛蒙特州副州長。其母簡·瑪利亞·利維特（Jane Maria Leavitt）是一個商人之女。
他的名字來自他的表兄、曾在美國海軍當兵的理查德·莫里斯，這位莫里斯是美國國會議員路易斯·理查德·莫里斯（Lewis Richard Morris）之子，而後者又是古弗尼尔·莫里斯的侄子。亨特的哥哥威廉·莫里斯·亨特成為了畫家，利維特·莫里斯則成為了攝影師和律師。
喬納森·亨特1832年在華盛頓特區逝世，其母將家搬到紐黑文，1837年搬到紐約，1838年春又搬到波士頓。亨特在那裡就讀波士頓拉丁學校，1842年夏又轉到馬薩諸塞州桑威治 。
1843年10月，他前往罗马，本来打算学习艺术，但是在母亲和哥哥威廉的建议下转学建筑。1846年10月，他进入巴黎建筑师赫克托尔·勒菲埃尔的工作室，同时准备法国美术学院入学考试。据大卫·麦卡洛，他是第一位进入法国美术学院的美国人。
1853年，勒菲埃尔受命扩建卢浮宫，亨特也参与其中，参与设计了Pavillon de la Bibliothèque。

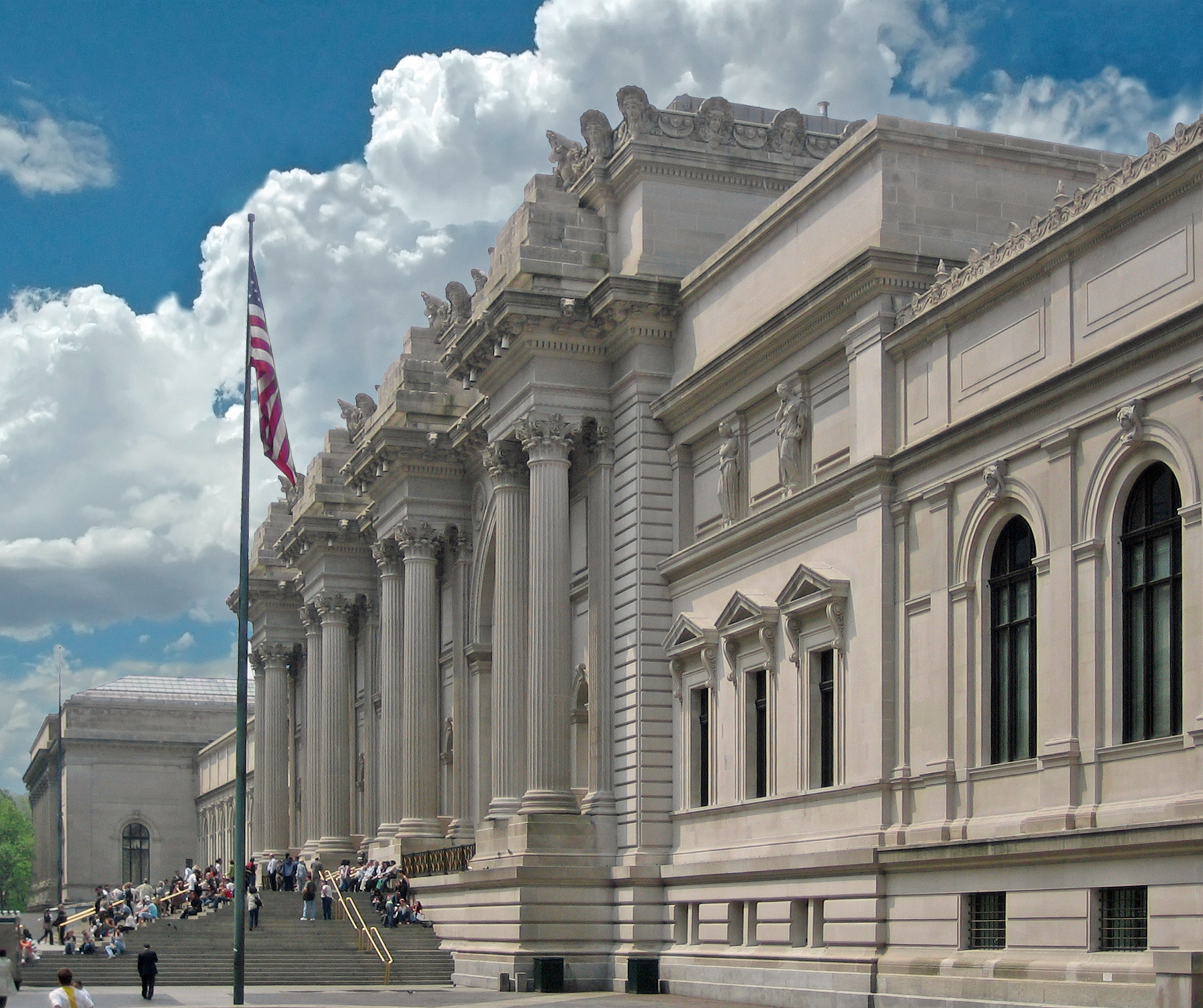
大都會藝術博物館的立面是由理查德·莫里斯·亨特設計的

1855年，他在巴黎度过圣诞节后，返回美国。次年3月，他和托马斯·乌斯蒂克·沃尔特一起扩建美国国会大厦。1857年，他搬到纽约开始建立自己的事务所。他接到的第一个大项目是第十街画室大楼（Tenth Street Studio Building）。1858年，他和威廉·罗伯特·韦尔等一起建立了一座建筑师培训学校。
之后，他还设计了大都會藝術博物館立面、规划过世界哥伦布纪念博览会。

### 社会活动
1857年，他成为纽约建筑史学会（New York Society of Architects）联合创始人，后者即美国建筑师协会的前身。他推动了美国人对建筑师这一职业的认可。1893年，他和别人联合成立了纽约市艺术学会（Municipal Art Society），参与城市美化运动。保罗·戈德伯格说他是“美国建筑史上第一位，在很多意义上也是其最伟大的代言人”。

## 遗产

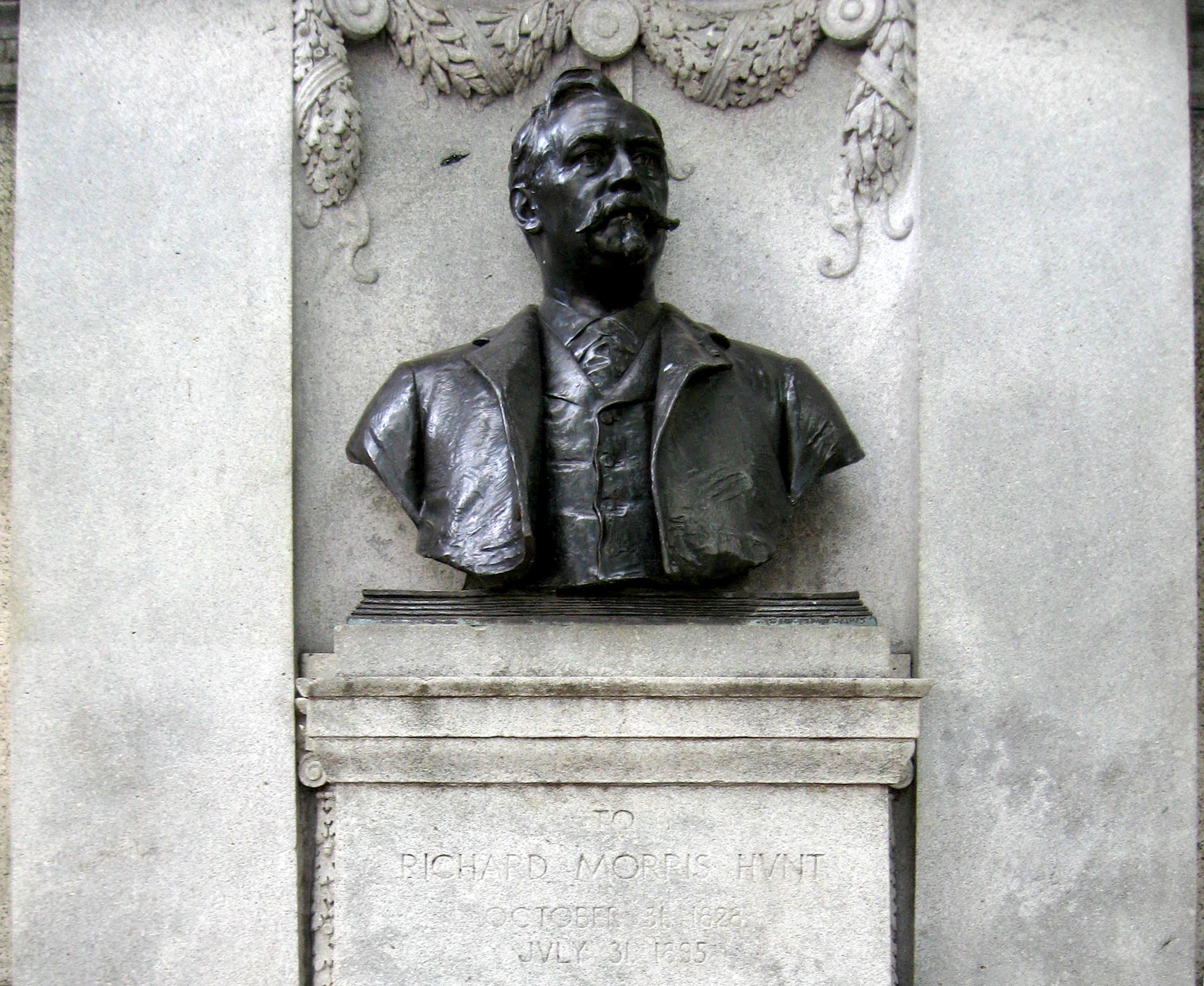
第五大道的亨特纪念碑

1895年，他在罗德岛纽波特去世，葬于纽波特当地公墓（Common Burying Ground and Island Cemetery）。1898年，布鲁斯·普莱斯设计、丹尼尔·切斯特·弗伦奇雕刻的亨特纪念碑动工，1901年完工。
他的儿子理查德·霍兰德·亨特也成为了一名建筑师。

## 外部連結
维基共享资源上的相關多媒體資源：理查德·莫里斯·亨特
- Richard Morris Hunt grave, Island Cemetery, Newport, Rhode Island （页面存档备份，存于）
- Death of Richard Morris Hunt, One of the Foremost Architects of the United States, The New York Times, August 1, 1895 （页面存档备份，存于）
- Additional obituary, Richard Morris Hunt, The New York Times, August 1, 1895 （页面存档备份，存于）
- nyc-architecture.com （页面存档备份，存于）
- Richard Morris Hunt collection, The Octagon Museum, The Museum of The American Architectural Foundation, Washington, D.C.